# Mandatory
Mandatory ist eine deutsche Death-Metal-Band aus Euskirchen in Nordrhein-Westfalen. Die Band gründete sich 2001 und ist nach mehreren Veröffentlichungen in Eigenpressung und bei Undergroundlabels seit 2009 bei der spanischen Plattenfirma Xtreem Music unter Vertrag. Der Stil der Band orientiert sich weitestgehend an der skandinavischen Death-Metal-Szene der frühen 1990er Jahre.

## Geschichte
Die Band wurde im Sommer 2001 von Sascha Beselt (Gitarre/Bass/Synthesizer) und Stefan „Stinne“ Steinhaus (Schlagzeug/Gesang) gegründet. Musik und Text stammen ausschließlich von den beiden Gründungsmitgliedern.
Die erste MCD Divine Destruction führte 2003 bereits zu positivem Echo in Print- und Online-Magazinen der Metal-Szene. Besondere Erwähnung fand innerhalb der Kritiken dabei vor allem die stilistische Ausrichtung des Materials, die deutlich an die schwedische Death-Metal-Szene der frühen 1990er Jahre angelehnt war. Das Stück Exelution konnte darauffolgenden Jahr auf der achten Ausgabe des Metal-Samplers Deathophobia platziert werden.
Ebenfalls 2004 stießen die beiden Musiker Steffen R. und Adrian Kostrzeski an Rhythmusgitarre und Bass hinzu. In dieser Bandbesetzung wurde 2005 die zweite MCD Curse of the Undead eingespielt, die zu einem Vertrag mit dem australischen Musiklabel Asphyxiate Recordings führte. Die Plattenfirma veröffentlichte schließlich 2007 parallel zur Eigenpressung der Band die dritte CD …Where They Bleed. Beide Werke führten wiederum zu überwiegend guten bis sehr guten Resonanzen. Insbesondere …Where They Bleed verhalf der Band im internationalen Underground zu Anerkennung. Eine Split-CD mit dem Titel  Altar of the Old Skulls, die neben Stücken der Bands Deathevokation und Kingdom das Material der kompletten Curse Of The Undead-MCD enthielt, wurde 2007 über die Plattenfirmen Time Before Time Records und Obliteration Records veröffentlicht.
Insbesondere durch die letzte MCD angeregt trat das japanische Label Obliteration Records an die Band heran und veröffentlichte im Januar 2008 die Compilation Exiled In Pain, die mit 20 Titeln alle bisherigen Veröffentlichungen sowie weitere bisher unveröffentlichte Stücke vereinte. Auch dieses Album wurde mit positiver Kritik gewürdigt.
Im Jahr 2009 unterzeichnete die Band mit dem spanischen Undergroundlabel Xtreem Music einen Vertrag über mindestens zwei volle Alben. Im Juli 2010 veröffentlichten Mandatory das erste dieser beiden Alben, Adrift Beyond. Die internationale Fachpresse war sich zum Großteil darüber einig, dass der Band mit dem fast einstündigen Album ein beachtliches Werk gelungen war. Für Kenner der Szene überraschend war die Abmischung des Albums im schwedischen Sunlight Studio unter der Obhut von Death-Metal-Produzentenlegende Tomas Skogsberg, der in den 1990er Jahren mit seinen Produktionen maßgeblich den Klang und die Entwicklung des schwedischen Death Metals und damit die Karrieren bekannter Bands wie Entombed, Dismember, Grave oder Evocation mitgeprägt hatte und in diesem Kontext als Szeneikone gelten darf. Neben erneut guten bis teilweise euphorischen Kritiken im Death-Metal-Underground beurteilte auch das große deutsche Musikmagazin Rock Hard das neue Album positiv.
Eine Zusammenstellung älteren Materials unter dem Titel In Torment wurde schließlich im Dezember 2010 über das amerikanische Label Dark Descent Records veröffentlicht. Enthalten sind die beiden MCDs Curse of the Undead und …Where They Bleed. Eine Vinyl-Edition derselben Veröffentlichung ist in Planung.
Im Dezember 2010 hatte die Band angekündigt, im Frühjahr bis Sommer 2011 ihr zweites Studioalbum zu veröffentlichen. Das Album erschien schließlich unter dem Namen Ripped from the Tomb im Mai 2012. Es enthält alte, bisher unveröffentlichte, neu eingespielte Lieder aus dem Jahr 2003. Gründe für die Verzögerung wurden nicht genannt. Derzeit arbeitet die Band an ihrem dritten Studioalbum.

## Stil

### Musik
Der Stil der Band vereint in sich vornehmlich Elemente der Death-Metal-Schule Skandinaviens – hier vor allem Schwedens. Typisch für die Musik Mandatorys sind der stilprägende Gitarrensound der schwedischen Bands, wie er in den frühen 1990er Jahren herum um das Zentrum Stockholm aufkam. Im Kern dieser Klangästhetik stehen dabei neben Röhrenverstärkern verschiedene Gitarrenverzerrer-Modelle, wie etwa die des Herstellers BOSS (Modelle HM-3 und MT-2). Seit …Where They Bleed (2007) ist die akustische Gitarre zu einem weiteren Merkmal der Musik Mandatorys geworden. Insbesondere das Album Adrift Beyond (2010) zeigt verstärkten Einsatz dieses Stilmittels, was sich vor allem in den beiden vollkommen instrumentalen Stücken Cursed Astray und Passing… niederschlägt. Bezeichnend für die Spielweise der Band ist seit …Where They Bleed" weiterhin auch die Einflechtung zahlreicher mehrstimmiger Melodie- und Harmoniepassagen mit der Gitarre. Besonders deutlich wird dies in Kompositionen wie dem titelgebenden …Where They Bleed sowie Silent Dementia, A Hallowed Sacrifice oder Silenced.
Bereits seit Curse of the Undead (2005) setzt die Band zudem mit Vorliebe Synthesizer ein. Beispiele hierfür sind diverse Album- und Liedintros sowie auch Lieder wie etwa Into Eternal Sleep, Silenced oder Nevermore.
Der Gesang orientiert sich durchgehend an den stilistischen Traditionen des Death Metals wie dem gutturalen Einsatz der Stimme. Hier können als maßgebliche Einflüsse Bands wie Morgoth, Asphyx oder Possessed gelten.

### Texte
Die Texte der Band sind vielfältig. Darunter befinden sich sowohl solche mit Death-Metal-typischen Inhalten wie Mord, Zerstörung und Horrorthematiken, wie sie auf den ersten beiden MCDs beispielsweise in Liedern wie Dawn of Destruction, Eyes of Apathy, Rest in Pieces oder Flesh Possessed artikuliert werden als auch Texte über Themen der Psychologie (Todesvisionen, Todesangst, Zwangsstörungen), wie sie in Stücken wie Obscure Mortitication, Crypta Crawler und Silenced vorkommen. In den Titelliedern der MCD …Where They Bleed und des Albums Adrift Beyond kommen surreale Beschreibungen des Totenreichs bzw. Jenseits zum Ausdruck. Das Textrepertoire reicht bis zu stark pro-religiös, insbesondere pro-christlich geprägten Aussagen, z. B. in A Hallowed Sacrifice. Die Bandmitglieder bekennen sich öffentlich als gläubige Christen und sprechen sich klar gegen antichristliche und antireligiöse Lyrik im Allgemeinen aus. Ästhetik und Texte der Band stehen jedoch in deutlicher Abgrenzung zur Szene des White Metal, denn die Inhalte der Musik Mandatorys haben keinerlei missionarischen Charakter und zudem machen die religiösen Textinhalte auch nur einen geringen Teil des Œuvre aus.

## Diskografie
- 2002: Divine Destruction (MCD, Eigenproduktion)
- 2005: Curse of the Undead (MCD, Eigenproduktion)
- 2007: …Where They Bleed (MCD, Asphyxiate Recordings)
- 2007: Altar of the Old Skulls (Splitalbum mit Deathevoktion und Kingdom, Obliteration Records/Time Before Time Records)
- 2008: Exiled in Pain (Kompilation, Obliteration Records)
- 2010: Adrift Beyond (Xtreem Music)
- 2010: In Torment (MC-Kompilation, Dark Descent Records)
- 2012: Ripped from the Tomb (Ablaze Productions)

## Rezeption
Die Rezeption der einzelnen Veröffentlichungen der Band fiel im Allgemeinen positiv aus.
Mit einer Bewertung von acht von zehn Punkten würdigte das bekannte deutsche Underground-Magazin Carnage das Demo Divine Destruction. Noch besser wurde dieses zum Beispiel von Metalstorm.de im März 2003 bewertet. Durch Autorin Tequila wurden 87/100 Punkten vergeben und das Review wie folgt geschlossen:

„Unglaublich, was einem so alles an Demos entgegengeflattert kommt. Mit Divine Selection hauen die Euskirchner Mandatory ein Brett raus, welches an die glorreichen Zeiten alter Helden wie z. B. Unleashed und den anderen schwedischen Urgesteinen erinnert. […] Kling ich irgendwie begeistert? Hmm, dann wird das wohl so sein!“

Die MCD Curse of the Undead traf ebenfalls auf positive Resonanz. Das polnische Online-Magazin Burning Abyss urteilte: „Yeah! 'CURSE OF THE UNDEAD' contains PURE OLD SCHOOL DEATH METAL in its best way.“ Die deutschsprachige Extreme Aggression schrieb: „Die knapp 18 Minuten Spielzeit werden mit rauem, ungeschliffenem, groovigem Death Metal ausgefüllt, der sich bluttriefend aus den Boxen walzt“. Auch die Bewertung bei Metal.de zu Curse of the Undead fällt positiv aus. Autor Ole schrieb: „Bei MANDATORY rumpelt es gewaltig in der Kiste. Old-School-Death-Metal der Marke handgemacht und brutal zeigt in knapp 20 Minuten seine hässliche Höllenfratze […] für Death-Metal-Neulinge könnte es die ideale Einstiegsdroge sein.“ Inzwischen gelang es der Band auch im europäischen Ausland auf sich aufmerksam zu machen, so dass das US-amerikanische Webzine Beowolf Productions.com Curse of the Undead folgendermaßen kommentierte: „These guys have been in the scene for a little over 5 years & have been putting out some great old school styled Death Metal music. This new disc is their best effort so far.“
Das bis dato deutlichste Feedback erhielt die Band für ...Where They Bleed. Das Magazin Metal Age zeigte sich begeistert: „Mit einem Werk wie diesem dürften MANDATORY in etwa das deutsche Gegenstück zu den göttlichen DEATH BREATH sein“. „Der Name Mandatory ist ein Garant für eine death-metallische Geschichtsreise“ lobt Extreme Aggression.de und Lärmbelästigung.net bestätigte der Band besondere Qualität: „Eine weitere High Quality Formation aus unserem Lande, dessen Material förmlich nach mehr schreit.“ Auch international erntet die Band für ...Where They Bleed gute Kritiken. „They have a great thick solid sound that hits you like a brick house. […] A must for any Death Metal fan to add to their collection!!!“ schreibt das Magazin Beowolf Productions. Burning Abyss aus Polen zeigte sich abermals begeistert: „There are some fuckin' great, catchy and melodic riffs, as well as the heavy sound that fits the music perfectly“. Auch das große polnische Metalmagazin Masterful Magazine urteilte mit 8 von 10 Punkten – mit derselben Wertung auch der international renommierte, mehrsprachige Metal Observer:

„Ans schwarze Herz möchte ich den Heerscharen von Death-Metal-Legionären die EP von MANDATORY legen. […] Möchtet ihr mal wieder die rohe, ungezügelte Brutalität, wie sie GRAVE, DISMEMBER, ENTOMBED,... in ihrer Frühphase versprühten, erleben? […] Was die deutsche Band hier auffährt, reicht den alten Originalen sehr zu Ehren.“

Die Kritiken zu Exiled In Pain waren abermals positiv:
Das große indische Online-Magazin Diabolical Conquest vergibt 8,5 von 10 möglichen Punkten, bezeichnet die Band als „one of the best active death metal bands in the underground“ und führt weiter aus:

“Mandatory have gone all the way to please their deprived (one way or the other) fans by offering a demo anthology disc containing all their famous demos released in the past along with some unreleased tracks, which is kind of like getting a chance to have sex with all your ex-girlfriends you pine so much for at the same time. […] Exiled In Pain is a mandatory purchase for all the fans of pure and old school death metal.”

Mit der Veröffentlichung des Albums Adrift Beyond im Jahr 2010 konnte die Band ihrem erarbeiteten Ruf gerecht werden und erhielt abermals größtenteils gute bis begeisterte Kritiken.
Andreas Stappert urteilte im Rock Hard mit einer positiven Kritik und der Vergabe von 8 von 10 Punkten. Ancient Spirit vergab mit 11 von 12 Punkten fast die Höchstwertung und führte aus: „Das Warten hat sich gelohnt. Zumindest für diejenigen unter euch, die auf uralten schwedischen Death Metal steil abgehen. MANDATORY klingen tatsächlich so, als wären sie in Schweden geboren und aufgewachsen. Auf Adrift Beyond geht es roh, dreckig und verdammt intensiv zu.“ Auch im Webzine hell-is-open.de erhielt die Veröffentlichung nahezu volle Punktzahl:

„Musikalisch musiziert man hier mit in der ersten Liga und braucht sich vor niemandem zu verstecken. Tut verdammt gut, ein solches Killeralbum aus deutschen Landen vor den Latz geknallt zu bekommen. Fazit: Deathmetaler müssen hier auf jeden Fall ein Ohr riskieren, Old School Fans des Genres sowieso. Ein vielseitiges, sehr gutes und intensives Album was in jeder guten Todesblei-Sammlung enthalten sein sollte.“